# 660'erne
Århundreder: 6. århundrede – 7. århundrede – 8. århundrede
Årtier: 610'erne 620'erne 630'erne 640'erne 650'erne – 660'erne – 670'erne 680'erne 690'erne 700'erne 710'erne
År: 660 661 662 663 664 665 666 667 668 669